# Ielena Saparina
Ielena Víktorovna Saparina, rus: Елена Викторовна Сапарина, (Moscou, 15 de juny de 1931) és una escriptora russa.
El 1954 es va graduar a la Facultat de periodisme de la Universitat de Moscou, va ser directora de la revista "Znanie-Sila" (Coneixement és Poder), va publicar "L'home, animal cibernètic" el 1972, un llibre que parla de la I.A. (Intel·ligència artificial), així com de l'heurística, la biologia, la psicologia, la cibernètica i la biònica.